# Quel cauchemar !
Pour plus de détails, voir Fiche technique et Distribution.
Quel cauchemar ! (Knight-mare Hare) est un court métrage d'animation de la série américaine Merrie Melodies, réalisé par Chuck Jones et sorti le 1er octobre 1955, qui met en scène Bugs Bunny.